# Терново-1
Терново-1 — деревня в городском округе Кашира Московской области.

## География
Находится в южной части Московской области на расстоянии приблизительно 6 км на восток по прямой от железнодорожной станции Кашира.

## История
Известна с 1578 года как село с Рождественской церковью, названа по имени ее первого владельца Тернова. До 2015 года входила в состав городского поселения Кашира Каширского района.

## Население
Постоянное население составляло 51 человек в 2002 году (русские 100 %), 22 в 2010.